# Ампсиварии

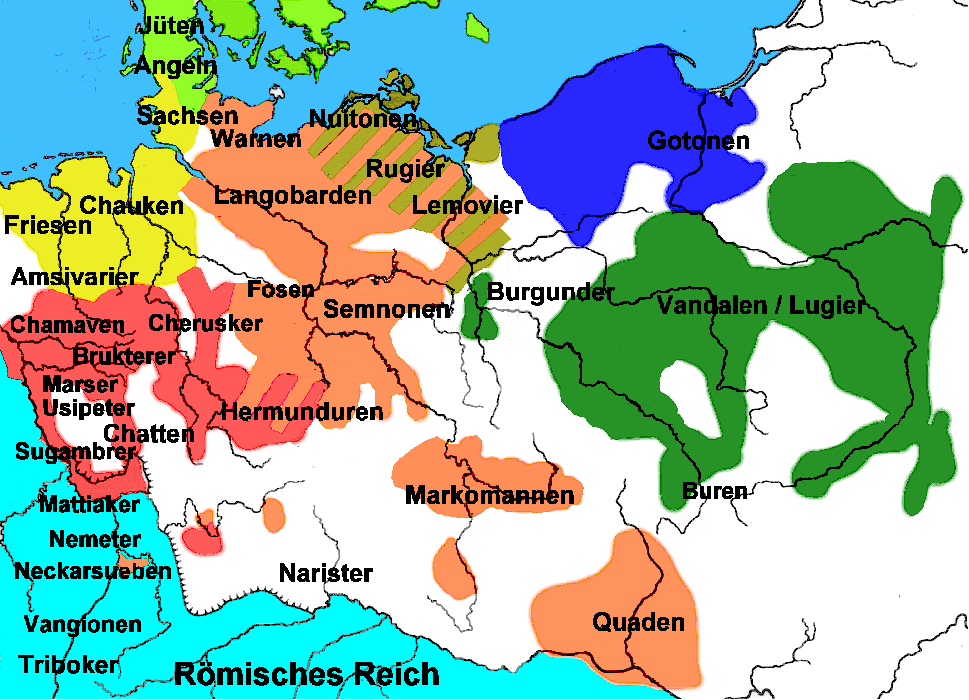
Ампсиварии на карте расселения германских племен

Ампсиварии (лат. Ampsivarii) — древнегерманское племя, обитавшее на территории нынешней Нижней Саксонии по обеим сторонам реки Эмс во времена первых римских императоров. После появления на северо-востоке Германии Децима Клавдия Нерона ампсиварии сделались союзниками Римской империи. После 59 года н.э. во времена правления римского императора Нерона ампсиварии большей частью были изгнаны из своих земель хавками и истреблялись другими германскими племенами. Во времена Дидия Юлиана остатки этого германского племени уже являлись составной частью племенного союза франков. Последние известные упоминания об ампсивариях относятся к IV веку н.э., когда древнеримский историк Александр Сульпиций и франкский историк Григорий Турский писали об этом племени в контексте военных столкновений между римлянами и франками в 388 году н.э.